# 小行星6104
小行星6104（英語：6104 Takao）是一颗围绕太阳公转的小行星。1993年4月16日，圓舘金、渡邊和郎在北见发现了此天体。
这颗小行星的绝对星等为23.60338等。